# Paraplyen (film)
|  | Denne artikel er oprettet af botten Steenthbot ud fra en ekstern database. Den kan derfor have sproglige fejl eller mangler. Denne skabelon kan fjernes efter kontrol af indholdet. |

Paraplyen er en dansk stumfilm fra 1916 instrueret af Lau Lauritzen Sr. og efter manuskript af Alfred Paulsen.

## Medvirkende
- Frederik Buch, Holm, paraplyfabrikant
- Gerda Christophersen, Fru Holm
- Lauritz Olsen, Bech, modeskuespiller
- Philippa Frederiksen, Laurine, Pige hos Holms
- Oscar Stribolt, Bech, slagtersvend, Larines kæreste
- Stella Lind, Monna, ekspeditrice i Holms forretning
- Carl Schenstrøm, Pastor Pipp